# Нове Урюмово
Нове Урю́мово (рос. Новое Урюмово, чув. Вăрăмпуç) — присілок у складі Канаського району Чувашії, Росія. Адміністративний центр Новоурюмовського сільського поселення.
Населення — 784 особи (2010; 818 у 2002).
Національний склад:
- чуваші — 100 %